# Báró Eötvös Loránd menedékház
A báró Eötvös Loránd menedékház Magyarország egyik legrégebbi menedékháza (turistaháza) a Visegrádi-hegységben, Dobogó-kőn. Létrehozója és tulajdonosa a Magyar Turista Egyesület (MTE). A kisebb, fából épült házban ma a Turistamúzeum működik, a kőépület jelenleg is menedékházként szolgál.

## Történelem

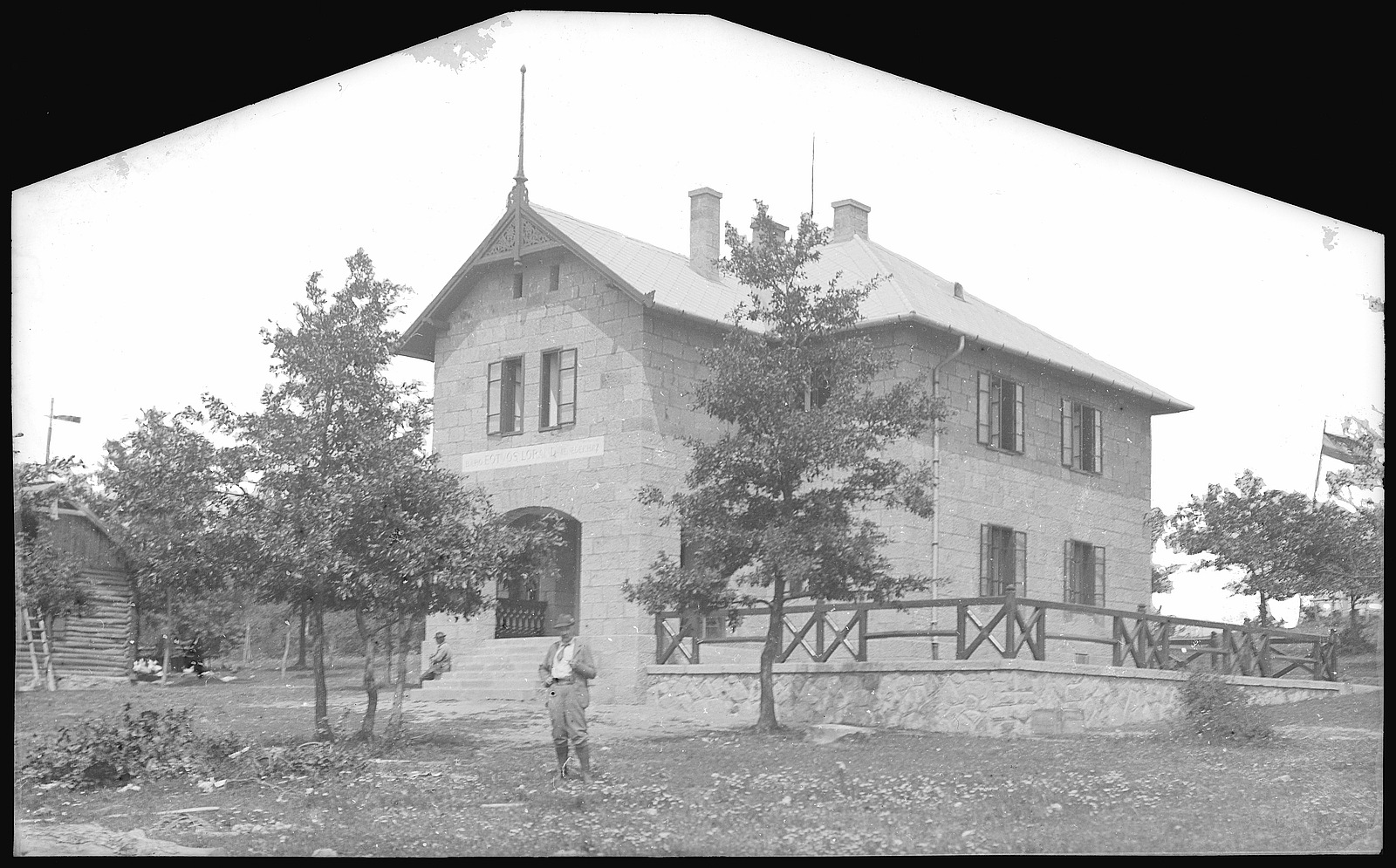
A menedékház 1906-ban, amikor rendeltetésének átadták

A Magyarországi Kárpát-egyesület Budapesti Osztályának választmánya 1889-ben kezdeményezte, hogy Budapest környékének egyik legszebb pontján, az akkor még nehezen megközelíthető Dobogókőn turistatelep létesüljön, a megvalósítás viszont már a két évvel később, az osztály feloszlása után annak helyén létrejött Magyar Turista Egyesület nevéhez kötődik. A célra Prokopp Géza pilisszentkereszti vallásalapítványi főerdész ajánlott fel földterületet, melyen 1897 novemberére készült el a menedékház; felavatására 1898. június 5-én került sor. Pfinn József főmérnök, választmányi tag tervei szerint és vezetése alatt épült. Nevét az MTE első elnökéről, báró Eötvös Lorándról kapta.
A faház mellett 1906-ban felépült a nagyobb kőépület, de a befogadóképességet így is többször bővíteni kellett; csúcspontján elérte a 150 főt is. 1910-ben bevezették a telefont, később a gázt, 1932-ben a villanyvilágítást, 1935-ben pedig elkészült a Pilisszentkeresztre vezető műút is.
A II. világháború után a tulajdonos egyesületet feloszlatták, az épületeket munkásszállóvá alakították,  később kiürítették és sorsára hagyták. A rendszerváltás után a házakat visszakapta és felújította az újjáalakult Magyar Turista Egyesület, a kisebbik épületben pedig létrehozták a Turistamúzeumot.